# Jan Cemper
Jan Cemper (* 5. února 1986 Kolín) je český novinář, publicista a asistent pedagoga. Do roku 2012 se angažoval v anarchistickém a antifašistickém hnutí, od nichž se později distancoval. Od srpna 2017 působí jako šéfredaktor serveru Manipulátoři.cz a od roku 2021 jako šéfredaktor fact-checkingového projektu Faktické.info. Přispívá například do Fora24 a v médiích často vystupuje jako expert na téma dezinformací a hoaxů.

## Osobní život
Narodil se 5. února 1986 v Kolíně. Vystudoval Střední školu energetickou v Praze, studoval také Právnickou fakultu Univerzity Palackého v Olomouci, obor „Právo ve veřejné správě“; toto studium nedokončil dle svých slov „z důvodu vážných životních okolností“. V roce 2018 i v roce 2022 měl uvedeno při volbách do obecního zastupitelstva, že je chemikem. V životopisu má uvedeno, že absolvoval kurz asistenta pedagoga a pracuje na jedné ze škol na Kolínsku.
Je věřící a otevřeně se přihlásil k homosexuální orientaci. Z důvodu nepovedené operace vrozeného rozštěpu patra trpí vadou řeči. V době podzimních voleb 2018 žil v Kolíně. Spolu s partnerem se starají o osvojeného syna Petra.

## Aktivistická činnost

### Anarchismus a Occupy Prague (do 2012)
V období po roce 2010 se angažoval v anarchistickém hnutí a organizoval především antifašistické demonstrace, jako například protest odpůrců Dělnické strany sociální spravedlnosti v Novém Bydžově v roce 2011 nebo protest proti rasismu a sociálnímu vyloučení v září 2011. V roce 2012 stál také v čele českého hnutí Occupy Prague (obdoby hnutí Occupy Wall Street).

### Lidskoprávní aktivity (od 2013)
Od roku 2013 se ve svých blozích začal věnovat krajně pravicové extremistické scéně a různým průvodům neonacistů romskými ghetty. Založil iniciativu Proti projevům nenávisti reagující na nenávistné projevy na internetu. V rámci iniciativy blokoval možnost konání neonacistických průvodů v různých městech tím, že v místech konfliktu ohlásil svá shromáždění a také paralyzoval činnost krajně pravicových subjektů formou tzv. trollingu. Kvůli tomu se dostal na seznam lidí vytvářený neonacisty. V roce 2016 se dostal do konfliktu s chartistou a konzervativně-katolickým aktivistou Ladislavem Malým, protože měl na sobě tričko s portrétem fašistického vůdce Jozefa Tisa, který stál za deportací 50 000 Židů ze Slovenska do koncentračních táborů. V době tzv. evropské migrační krize svolal demonstraci na podporu uprchlíků s názvem „Tahle Země patří všem“. Prezident Miloš Zeman pak akci zmínil ve svém vánočním poselství, kdy si spletl název demonstrace a řekl, že organizátoři chystali transparent „Tahle země není naše“. To aktivisty pobouřilo a Cemper podal na prezidenta žalobu pro pomluvu, následkem čehož čelil desítkám výhrůžek.
Od roku 2016 do roku 2018 pořádal demonstrace u příležitosti 17. listopadu. V roce 2016 mu před akcí, kritizující politiku prezidenta Miloše Zemana, pražský magistrát zakázal průvod z Pražského hradu na Václavské náměstí; Cemper se proto obrátil na soud, který zákaz zrušil. Dne 17. listopadu 2017 organizoval demonstraci s názvem „Pravda nemá alternativu“ zaměřenou proti šíření dezinformací a hoaxů a 17. listopadu 2018 spoluorganizoval v rámci Festivalu svobody demonstraci a průvod proti nenávisti.
V listopadu 2017 podal trestní oznámení na tajemníka SPD Jaroslava Staníka, jenž měl podle svědectví některých poslanců v opilosti prohlásit, že „Židi, homosexuálové i cikáni by měli jít do plynu“; Staník byl poté na žádost státního zástupce obžalován a pravomocně odsouzen k podmíněnému trestu a pokutě. V prosinci 2017 pořádal demonstraci nevládních iniciativ a spolků proti konferenci evropských nacionalistických a protiimigračních stran (ENF) v Praze. V květnu 2018 demonstroval proti příjezdu ruského motorkářského klubu Noční vlci do Prahy. V lednu 2019 podal trestní oznámení na předsedu Dělnické strany sociální spravedlnosti Tomáše Vandase, který veřejně schválil útok na novináře při protiromské demonstraci v Dubí.

### Další občanské aktivity
Cemper se angažoval také v různých ekologických aktivitách, například v Hnutí 269, za které svolal řadu demonstrací. V Kolíně se v roce 2017 angažoval v záchraně zahrádkářské oblasti Ořechovka, která měla být postupně zastavěna.
Byl rovněž mentorem projektu Sbarvouven.cz, který pomáhá při problémech s orientací mladým gayům či lesbám a jejich rodičům.

## Publikační činnost
V srpnu 2017 se stal šéfredaktorem serveru Manipulátoři.cz, který se zaměřuje na vyvracení hoaxů, manipulací a monitorování propagandy, a od ledna 2019 je předsedou stejnojmenného spolku; v rámci projektu se podílel také na školních přednáškách a školení Ministerstva vnitra o dezinformacích. Často je zván na přednášky a diskuze o tématu fake news a odhalování hoaxů. V médiích vystupuje jako expert na tato témata. V návaznosti na nebezpečí pravicového extremismu byl dvakrát jako host v pořadu České televize Máte slovo s Michaleou Jílkovou, a to na téma terorismu v roce 2016, kde nařkl předsedu hnutí Úsvit Miroslava Lidinského, že zakládá úderné jednotky nezávislé na státu, a na téma volného nošení zbraní v roce 2017.
Před druhým kolem prezidentských voleb v roce 2018 se angažoval v iniciativě PoPravdě.cz, která sledovala dezinformace během kampaně. V roce 2019 se stal spoluautorem rozsáhlé studie o mýtech kolujících o Evropské unii; v březnu 2019 rovněž vyvracel snahu Evropské unie zakázat plošně prodej nožů.
Přispívá do internetového deníku Forum24, Přítomnost nebo na web Romea.cz. Je členem Syndikátu novinářů České republiky. Od roku 2021 je šéfredaktor fact-checkingového webu Faktické.info.

## Politické angažmá
V letech 2014 až 2018 byl členem Strany zelených a krátce působil také jako druhý místopředseda Rady krajské organizace Středočeského kraje ve Straně zelených. Ve volbách do Poslanecké sněmovny PČR v roce 2017 kandidoval na 7. místě kandidátky ve Středočeském kraji. V komunálních volbách v roce 2018 a 2022 kandidoval za nezávislé sdružení Volba pro Kolín.V roce 2018 z 8. místa a v roce 2022 z 24. místa. V obou případech post zastupitele nezískal, v prvním případě získal 419 hlasů, v druhém 445 hlasů. V letech 2018-2022 byl členem finančního výboru zastupitelstva města Kolín a členem Komise tělovýchovy a sportu a Komise pro hospodaření s byty a nebytovými prostory. V rámci této činnosti se například zastal kolínských sportovních klubů SC Kolín a FK Kolín.

## Vnější reflexe a kritika
Některá média Cempera v minulosti označila jako levicového (Rádio Impuls, Parlamentní listy) nebo lidskoprávního aktivistu; sám Cemper se označil za člověka spíše se středovými názory a odmítajícího extremismus, uvedl o sobě, že se snaží propagovat etický způsob života.
V roce 2012 byl zmíněn ve zprávách ministerstva vnitra o extremismu, kde byly aktivity kolem něj sdružených aktivistů označeny jako krajně levicové. Sám Cemper se od krajně levicových hnutí (anarchisté, Antifa) od roku 2012 opakovaně distancoval a o svém dřívějším angažmá se vyjádřil sebekriticky.
Projekt Manipulátoři.cz se pod jeho vedením dopustil několika omylů. V roce 2020 se zúčastnil Debatního klubu youtubového kanálu KOLEKTIF, spolu s Danielem Vávrou a Stanislavem Blahou na téma "svoboda slova, cenzura, odpovědnost, hoax". Během debaty byl Cemper Danielem Vávrou kritizován za dezinformační nadpis o kauze Kylea Rittenhouse, který kritizoval i web Zbrojnice.com. Cemper po několika dnech změnil nadpis článku a v den, kdy byl Kyle Rittenhouse zproštěn obvinění, se Cemper za článek omluvil. V roce 2022 Cemper prohrál soud s Jakubem Křížem, autorem článků z roku 2018 byl Miloš Kadlec. Ve věci se však odvolal a Městský soud v Praze rozsudek zrušil.
Minimálně v jednom případě čelil neoprávněné kritice. Šlo o případ, kdy označil za hoax informaci, že Německo zadrželo dodávku s rouškami pro Středočeský kraj. Poté se ukázalo, že Cemper měl ve svém článku pravdu a hejtmanka Jaroslava Pokorná Jermanová se za své nařčení omluvila.